# Shutterstock
Shutterstock — американская компания, предоставляющая стоковые фотографии, видеоматериалы, музыку и инструменты для редактирования со штаб-квартирой в Нью-Йорке. Основана в 2003 году программистом и фотографом Джоном Орингером. На 2024 год имеет библиотеку из более чем 450 миллионов изображений. Также в её ассортимент входят векторные изображения и иллюстрации без лицензионных платежей, видеоклипы и музыкальные композиции.
Первоначально Shutterstock работала только на основе платных подписок, но в 2008 году сайт перешёл к системе цен, в которой каждый товар имеет отдельную цену и приобретается отдельно (фр. à la carte). С 2012 года компания публично котируется на Нью-Йоркской фондовой бирже.
В январе 2025 года было объявлено о планируемом слиянии компании с Getty Images.

## История

### Основание и ранние годы (2003—2011)
Shutterstock была основана американским предпринимателем и программистом Джоном Орингером в 2003 году. Создавая свою онлайн-площадку, первоначально Орингер загрузил 30 000 собственных стоковых фотографий и сделал их доступными по подписке с неограниченным количеством загрузок и ежемесячной оплатой в размере $49. Когда спрос превысил количество предлагаемых фотографий, он стал посредником и начал нанимать дополнительных авторов. В 2006 году Shutterstock заявляла, что является «крупнейшей в мире организацией, работающей со стоковыми фотографиями по подписке» с 570 000 изображений в своей коллекции. В 2006 году Shutterstock распространила свою деятельность на видео, запустив Shutterstock Footage, а к 2007 году у компании было 1,8 млн фотографий. В том же году в Shutterstock инвестировала компания Insight Venture Partners. В августе 2008 года компания вышла за рамки работы на основе подписок и перешла к системе цен à la carte, в которой каждый товар имеет отдельную цену и приобретается отдельно, реализованной в сервисе «On Demand», убирающем ограничения на количество загрузок в день.
23 сентября 2009 года Shutterstock заявила о покупке Bigstock — конкурирующего микростокового фотоагентства с кредитной системой оплаты. Журнал Fast Company отметил, что сделка поставила Shutterstock «в один ряд конкурентной борьбы с Getty Images, чья платформа iStock Photo также использует кредитную систему». К началу 2010 года Shutterstock имела 11 млн стоковых фотографий без лицензионных платежей. В феврале 2011 года компания объявила о двухлетнем партнёрстве с Американским институтом графического искусства (AIGA). Также в 2011 году компания заявляла, что предоставляет лицензии большего числа изображений, чем «любой другой бренд в мире». В ноябре того же года компания выпустила бесплатное приложение «Shutterstock for iPad».

### Приобретения и первичное публичное размещение (2012—2013)
К февралю 2012 года компания имела 200 миллионов загрузок лицензированных изображений, к апрелю того же года — 18 миллионов стоковых изображений без лицензионных платежей, число которых в следующем месяце поднялось до 19 миллионов. В мае 2012 года компания анонсировала инструмент Shutterstock Instant, демонстрирующий изображения в виде мозаики для увеличения скорости просмотра. Shutterstock Instant был запущен на базе незадолго до этого созданной платформы Shutterstock Labs, которая среди прочих проектов разрабатывает для сайта инструменты и интерфейсы. Также в мае 2012 года Shutterstock подала заявку на первичное публичное размещение акций на Нью-Йоркской фондовой бирже, и 17 октября 2012 года оно было завершено под кодом SSTK. В ноябре 2012 года Shutterstock опубликовала универсальное приложение для iOS, совместимое с iPhone, iPad и другими устройствами.
В марте 2013 года Shutterstock анонсировала Spectrum — новый инструмент нахождения изображений. На тот момент портфолио Shutterstock включало 24 миллиона лицензированных фотографий, векторных изображений и иллюстраций. В августе того же года Shutterstock и Facebook объявили о партнёрстве по интеграции библиотеки Shutterstock в Ad Creator компании Facebook, инструмент создания рекламных объявлений, что давало рекламодателям возможность выбирать изображения Shutterstock при создании рекламы. К тому времени сайт Shutterstock был доступен на 20 языках, в том числе на испанском, итальянском, китайском, корейском, немецком, португальском, русском, тайском, французском и японском языках.

### Offset и новые партнёрства (2013—2014)
В сентябре 2013 года Shutterstock запустила Offset — торговую площадку, отдающую приоритет отборным фотографиям верхнего сегмента от известных авторов. Несколько месяцев спустя компания запустила своё первое приложение для Android. В октябре 2013 года Shutterstock открыла свои отделения в Берлине, Германия. На тот момент, по заявлению компании, Shutterstock обслуживала 750 000 клиентов, 30 % из которых были в Европе. К осени 2013 года акции Shutterstock достигли рыночной стоимости в $2,5 млрд, а выручка компании за 2013 год составила $235 млн.
В марте 2014 года Shutterstock приобрела Webdam, поставщика программного обеспечения для управления цифровыми активами в режиме онлайн. Также в марте 2014 года Shutterstock перенесла свою штаб-квартиру в Эмпайр-стейт-билдинг. В мае того же года Shutterstock и Salesforce в партнёрстве друг с другом интегрировали библиотеку изображений Shutterstock в службу Salesforce под названием Social Studio. В июле 2014 года Shutterstock представила инструмент Palette — «средство поиска изображений по нескольким цветам». Также 2 сентября 2014 года Shutterstock объявила, что сайт преодолел порог в два миллиона видеоклипов. Вскоре после этого компания представила новое приложение, предназначенное для помощи авторам в загрузке и категоризации фотографий. В 2014 году выручка Shutterstock составила $328 млн, что на 39 % превышает показатель 2013 года. За 2014 год компания выплатила более $83 млн своим примерно 80 000 авторам.

### Последние события (с 2015)
В январе 2015 года Shutterstock приобрела Rex Features, крупнейшее в Европе независимое фотоагентство, и PremiumBeat, сервис со стоковой музыкой и звуковыми эффектами. Приобретение Rex оценивалось в $33 млн, в то время как PremiumBeat был приобретён за $32 млн. В июне 2015 года Penske Media Corporation (PMC) сформировала партнёрство с Shutterstock для создания и лицензирования изображений как развлекательной направленности, так и связанных с модой. Согласно условиям сделки, к 2016 году Shutterstock получит эксклюзивное право и лицензию на архив PMC, включавший на тот момент такие журналы, как Variety, Women’s Wear Daily и Deadline. Издание Crain’s New York Business писало, что посредством этого партнёрства «Shutterstock, поставщик стоковых фотографий и музыкальных композиций, вступает в мир красных ковров и подиумов, а также забирает ключевого поставщика модных и развлекательных фотографий и видео у конкурентного Getty Images». Помимо этого, компания приобрела BEImages, ещё одно крупнейшее независимое фотоагентство.
К марту 2016 года компания имела свыше 100 000 авторов, около 70 миллионов изображений и 4 миллиона видеоклипов, доступных для лицензирования и продажи. В этом же месяце Shutterstock объявила, что собирается распространять материалы из «Ассошиэйтед Пресс» в США, при этом соглашение должно было иметь срок действия три года и охватить 30 миллионов фотографий и около 2 миллионов видео. Ожидалось, что фотографии станут доступны в апреле. Согласно журналу Entrepreneur, Shutterstock также имела «активную клиентскую базу в 1,4 миллиона человек в 150 странах».
В июле 2016 года Shutterstock объявила о партнёрстве с рекламной продукцией Google, включая AdSense, AdWords и AdMob. Интеграция позволяет продавцам, создающим реклавные объявления Google, иметь прямой доступ к изображениям Shutterstock и отслеживать эффективность рекламы через Shutterstock API. В октябре того же года Shutterstock сообщила о заключении с Европейским пресс-фотоагентством сделки на дистрибуцию. В 2017 году Shutterstock приобрела компанию Flashstock.
В феврале 2018 года Shutterstock инвестировала $15 млн в китайскую компанию ZCool. Эта крупная стратегическая поддержка была основана на успешных оперативных связях между Shutterstock и ZCool с 2014 года, когда ZCool впервые стала эксклюзивным дистрибьютором креативной продукции Shutterstock в Китае. Webdam, приобретённый Shutterstock в 2014 году, был продан расположенной в Амстердаме Bynder за $49,1 млн, после чего стратегия Shutterstock ушла в сторону от сферы управления цифровыми активами.
В мае 2018 года подразделение Watson Content Hub компании IBM объявило о сотрудничестве с Shutterstock, начиная с июля 2018 года. Watson Content Hub — система управления содержимым, которая позволяет маркетологам создавать контент с использованием инструмента поиска на базе ИИ IBM Watson.
В мае 2020 года компания объявила, что с 1 июня обновит структуру доходов авторов, перейдя от минимальной фиксированной ставки к процентной модели. Доход автора может быть уменьшен с предыдущего минимального платежа за загруженное изображение в размере 25 центов до 10 центов или 15 процентов от продаж на начальном уровне, причём рейтинги авторов в начале каждого года сбрасываются до нуля. Многие фотографы выразили несогласие с этими изменениями.
В мае 2022 года компания за 210 млн долларов приобрела Pond5 — онлайн-площадку для видео без лицензионных платежей и редакционного видео, которая на тот момент включала более 30 миллионов видеоклипов, 1,6 млн музыкальных треков и 1,7 млн звуковых эффектов. Также в мае 2022 года компания приобрела Splash News, развлекательную новостную сеть для редакций и медиакомпаний.
В мае 2023 года Shutterstock объявила о приобретении Giphy у Meta Platforms за 53 млн долларов, после того как Управление по конкуренции и рынкам Великобритании обязало Meta продать этот актив.
В июле 2023 года Shutterstock объявила о шестилетнем партнёрстве с OpenAI. В рамках соглашения Shutterstock предоставит доступ к своим аудио-, видео- и фототекам для обучения модели DALL-E, а OpenAI, в свою очередь, интегрирует возможности генеративного ИИ в мобильные приложения Shutterstock через базу данных Giphy.
В мае 2024 года Shutterstock объявила о заключении окончательного соглашения на покупку Envato за 245 млн долларов. В результате сделки к базе подписчиков Shutterstock присоединились 650 000 клиентов Envato, а библиотека креативных ресурсов значительно пополнилась. Окончательное завершение сделки состоялось в конце июля 2024 года.
В январе 2025 года было объявлено о планируемом слиянии компании с Getty Images. Объединённая компания будет называться Getty Images и продолжит торговаться на Нью-Йоркской фондовой бирже.

## Бизнес-модель
Shutterstock предоставляет лицензии на скачивание материалов в режиме онлайн от имени фотографов, дизайнеров, иллюстраторов, видеооператоров и музыкантов, а также поддерживает библиотеку, включающую около 260 миллионов стоковых фотографий, векторных изображений и иллюстраций без лицензионных платежей. Кроме того, на 2018 год Shutterstock располагала более чем 9 миллионами видеоклипов и музыкальных композиций. Хотя в настоящее время компания использует несколько моделей оплаты, в 2012 году журнал The Atlantic написал, что Shutterstock «первой в продаже стоковых фотографий выбрала подход, основанный на подписках, позволив покупателям загружать изображения в больших количествах, а не à la carte». Помимо этого, The Atlantic написал, что Shutterstock является «интернет-сообществом в духе Facebook, Twitter или Pinterest, ценность которого практически полностью зависит от энтузиазма его авторов».
Потенциальные авторы Shutterstock могут бесплатно подавать заявки на сайт, при этом Shutterstock имеет команду редакторов, занимающуюся «обеспечением согласованности и качества редакции». По состоянию на 2016 год, если принимается один из десяти снимков фотографа, он становится автором Shutterstock. В 2011 году было одобрено лишь в районе 20 % претендентов, причём «менее 60 % всех изображений, загруженных одобренными авторами, были в конечном счёте выставлены на сайте».
После принятия в число авторов пользователи могут загружать свои работы через веб-сайт. Они указывают ключевые слова, распределяют изображения по категориям и добавляют их в «очередь проверки», где изображения рассматриваются на предмет качества, полезности и соответствия законам об авторском праве и о товарных знаках. После каждой загрузки изображения фотограф получает фиксированную плату. Как объясняет Vice, «фотографы сохраняют авторские права на свои изображения, но Shutterstock получает полное разрешение на продвижение, демонстрацию и лицензирование изображений клиентам на своём сайте без необходимости получать окончательное разрешение от фотографа». По состоянию на март 2015 года авторы ежедневно добавляли около 50 000 новых изображений, с момента основания Shutterstock выплатила авторам приблизительно 250 млн долларов. В 2014 году компания выплатила авторам 80 млн долларов.